# Vasileni, Harghita
Vasileni (în maghiară Homoródszentlászló, în traducere Sfântul Ladislau de Homorod) este un sat în comuna Ulieș din județul Harghita, Transilvania, România.

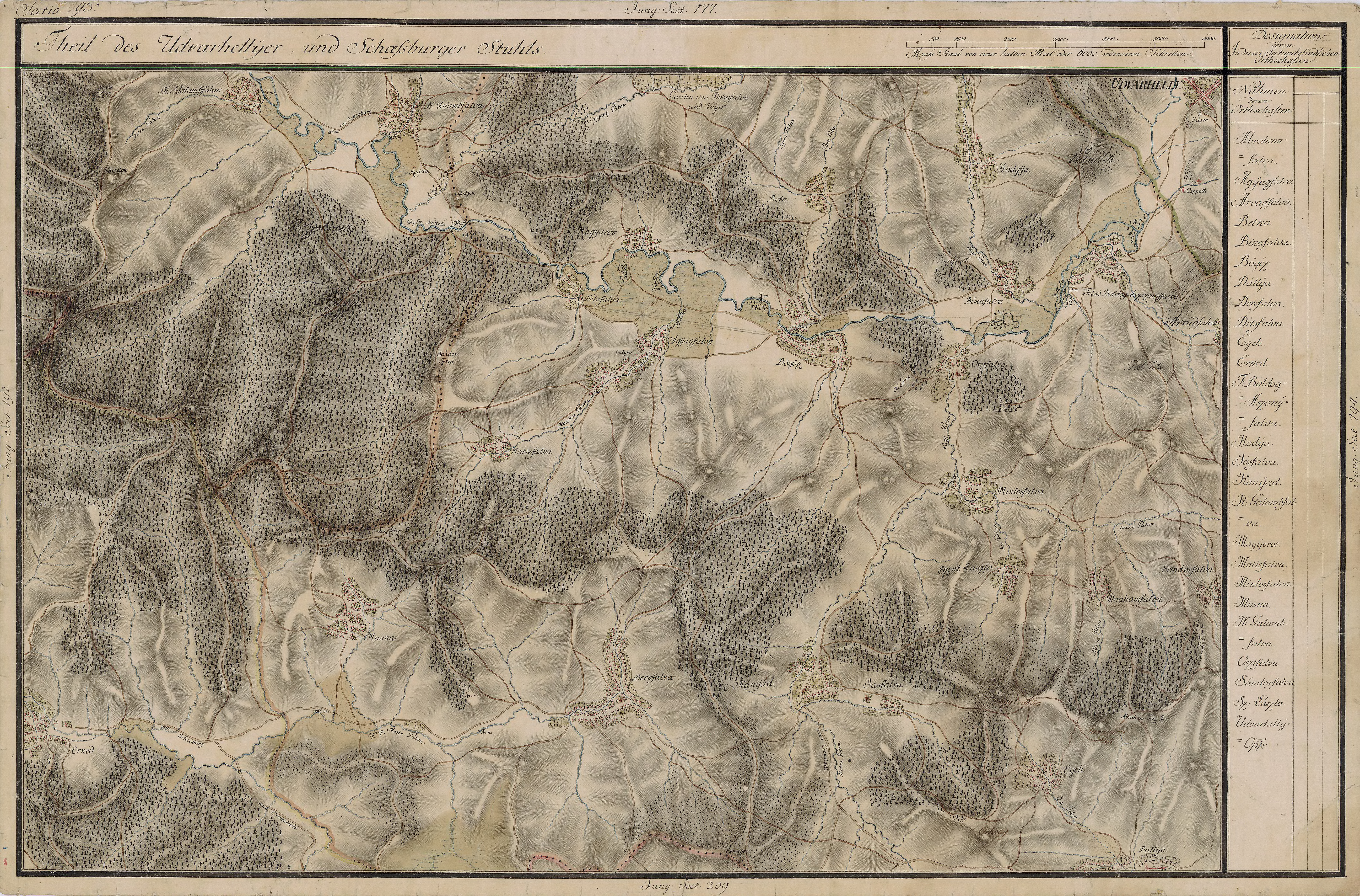
Vasileni în Harta Iosefină a Transilvaniei, 1769-1773

## Monumente
Ruinele bisericii mănăstirești medievale, cu hramul Sfântul Ladislau, pot fi văzute pe locul numit Cintorom.
Actuala biserică reformată a fost construită în anul 1929.
 Acest articol despre o localitate din județul Harghita este deocamdată un ciot. Puteți ajuta Wikipedia prin completarea lui.